# Torre de Dionís
La Torre Dionís, al terme municipal del Forcall, és a la dreta de la carretera el Forcall-Sorita, aproximadament on es troba el desviament a Villores, a la comarca dels Ports de Morella. Es tracta d'una torre defensiva aixecada al complex d'una masia amb la finalitat de protegir tant les collites com els agricultors que s'ocupaven d'elles, en una zona més apartada del nucli poblacional del que és raonable, per poder estar protegida per ell. Està catalogada com Bé d'Interès Cultural tal com queda reflectit a la Direcció General de Patrimoni Artístic, de la Generalitat Valenciana. Malgrat o potser per la seva declaració com a BIC genèrica, no presenta inscripció ministerial, tenint com a identificador el codi: 12.01.061-011.

## Història
El nucli poblacional del Forcall es pot remuntar al Neolític, encara que l'actual població del Forcall tingui el seu origen en unes alqueries àrabs, que van haver de ser conquerides l'any 1235 aproximadament, per les tropes de Gil Garcés d'Azagra i Benito de Torres, oficials de Blasco d'Alagó. El 2 de maig de 1264 el Forcall adquirí la categoria de vila, sota la jurisdicció Morella, procedint a la seva fortificació l'any 1361.
Al llarg dels anys, el Forcall es va enfrontar nombroses vegades a Morella, fins que finalment aconseguí la seva independència a 1691.
Va tenir una gran importància durant les guerres carlines, convertint-se en una zona per presoners, el Forcall va servir de presó a 3.000 presoners isabelins capturats pel general Cabrera.
D'altra banda, la dispersió i el repartiment de les terres que han estat típiques de la zona valenciana, ha donat lloc a la construcció en els pobles de les masies. El Forcall no és una excepció i al llarg del seu terme municipal es poden contemplar un gran nombre d'aquests masos on la gent habitava aquestes edificacions, conreava i treballava les terres que les envoltaven, tenien cura del bestiar i pasturaven els ramats…
Però amb l'arribada de la industrialització i la millora dels mitjans de comunicació es produeix un continu abandonament d'aquestes masies i fins i tot de pobles sencers, desplaçant la població a les ciutats a la recerca de millors oportunitats.
D'altra banda les millores en els sistemes productius així com en els tractors i mitjans de comunicació i treball en general van fer que l'agricultor pogués anar a viure a nuclis poblacionals que li permetessin tenir millors condicions de vida, com ara aigua corrent o llum elèctrica.
Els masos es transformen en simples explotacions ramaderes o bé són abandonats, conreant les terres properes.
Al Forcall queden molt pocs masos habitats, encara que tenen un paper fonamental en la vigilància de les terres. A més, aquesta forma de vida, al Forcall, ha deixat construccions d'importància artística considerable i que actualment estan catalogades com Bé d'Interès Cultural.
Es té constància documental de l'existència de la torre Dionís segons el professor Eixarch, en 1532, coneixent per diferents noms al llarg del temps, com en 1661 que la coneixia com "Torre de Gaspar Gil, al riu Chiva" o "Torre dels Pobills de Gaspar Gil "i en 1710 es coneix com a "Torre de Lluc". La hi comença a denominar com Torre Dinisio a partir dels documents de 1745.
La casa va estar habitada per diferents famílies al llarg del temps, deixant abandonada a partir de mitjans del segle xx.

## Arquitectura
La torre presenta uns pinacles marcant la coberta que aquesta vegada és a una sola vessant, la qual cosa és típic de la zona. La fàbrica és de maçoneria, utilitzant com a fonaments de l'edificació la mateixa roca del terreny. Malgrat tot l'edifici està bastant derruït, distingint encara els llindars de la porta principal i de les finestres. Atès que es tractava d'una explotació agrícola-ramadera, el complex tenia altres instal·lacions com els corrals, l'era de batre i un pati.